# Prima ieșire
Prima ieșire este o pictură în ulei pe pânză realizată de Pierre-Auguste Renoir în jurul anilor 1876-1877. A fost achiziționată de National Gallery în 1923. Tabloul prezintă două tinere femei frumoase, în ceea ce pare a fi o lojă de teatru, care privesc publicul din loja de sub ele.
Alături de Mica lojă de teatru (1873-74) și Loja (1874), este unul dintre cele trei tablouri cu o lojă de teatru pictate de Renoir, o temă contemporană pe atunci pentru moda pariziană.

## Descriere
Prima ieșire prezintă două tinere frumoase într-o lojă la operă, la o concert la cafenea sau la un teatru de varietăți, care se află acolo aparent pentru prima dată. Radiografiile au arătat că Renoir intenționa inițial să picteze alte două figuri alături de cele două fete, dar mai târziu a pictat contururile acestora. Cele două fete din prim-plan se apleacă ușor în față pentru a vedea mai bine spectacolul, privind de sus spre un public plin de viață aflat într-o altă lojă de teatru de mai jos. Fata din față este reprezentată din profil, cu fața ușor întoarsă de la pictor. Ea este în mod clar impresionată de această nouă experiență. Mâinile ei strâng cu putere un buchet. Expresia feței ei arată un amestec de tensiune, uimire și curiozitate. Este de presupus că spectacolul abia începe, deși oamenii de sub ea par să nu-i acorde prea multă atenție. Discuția aproape audibilă a publicului arată că evenimentul social de la teatru era la fel de important ca și aspectul cultural.
În acest tablou, Renoir își arată talentul deosebit de portretist, mai ales în surprinderea emoției tinerei femei din prim-plan. În plus, ca întotdeauna, el se dovedește a fi un maestru al compoziției și al culorii. Expresia facială tânără și proaspătă a fetei, părul ei roșcat și pălăria mov cu panglici albastru deschis contrastează fermecător cu rochia ei întunecată, care împarte lucrarea în diagonală în două. În fundal, contururile și zonele de culoare se dizolvă într-un amestec sclipitor de lumină și culoare. Atmosfera intimă a celor două fete din prim-plan contrastează cu agitația publicului din fundal, consolidând vitalitatea lucrării. Aceasta le arată celor două spectatoare o nouă lume a minunilor care exercită o mare atracție.